# West Indies Women’s Cricket Team in Neuseeland in der Saison 2017/18
Die Tour des West Indies Women’s Cricket Teams nach Neuseeland in der Saison 2017/18 fand vom 4. bis zum 25. März 2018 statt. Die internationale Cricket-Tour war Bestandteil der Internationalen Cricket-Saison 2017/18 und umfasst drei WODIs und fünf WTwenty20s. Neuseeland gewann die WODI-Serie 3–0 und die WTwenty20-Serie 4–0.

## Vorgeschichte
Die West Indies bestritten zuvor eine Tour gegen Sri Lanka, Neuseeland gegen Pakistan in den Vereinigten Arabischen Emiraten. Das letzte Aufeinandertreffen der beiden Mannschaften bei einer Tour fand in der Saison 2014 in den West Indies statt.

## Stadien
Die folgenden Stadien wurden für die Tour als Austragungsort vorgesehen.
| Stadion             | Stadt           | Kapazität | Spiele       |
| ------------------- | --------------- | --------- | ------------ |
| Hagley Oval         | Christchurch    | 20.000    | 3. WODI      |
| Seddon Park         | Hamilton        | 10.000    | 5. WT20      |
| Bert Sutcliffe Oval | Lincoln         |           | 1. & 2. WODI |
| Bay Oval            | Mount Maunganui | 10.000    | 1. & 2. WT20 |
| Pukekura Park       | New Plymouth    | 10.000    | 3. & 4. WT20 |

## Kaderlisten
Die West Indies benannten ihren Kader am 13. Februar 2018.
Neuseeland benannte seinen Kader am 13. Februar 2018.
| WODI | WODI | Wtwenty20 | Wtwenty20 |
| Neuseeland | West Indies | Neuseeland | West Indies |
| --- | --- | --- | --- |
| - Suzie Bates (K) - Sophie Devine - Lauren Down - Kate Ebrahim - Maddy Green - Holly Huddleston - Leigh Kasperek - Amelia Kerr - Katey Martin - Anna Peterson - Hannah Rowe - Amy Satterthwaite - Lea Tahuhu | - Stafanie Taylor (K) - Anisa Mohammed (VK) - Merissa Aguilleira - Britney Cooper - Reniece Boyce - Shamilia Connell - Deandra Dottin - Afy Fletcher - Kycia Knight - Kyshona Knight - Hayley Matthews - Chedean Nation - Akeira Peters - Tremayne Smartt | - Suzie Bates (K) - Sophie Devine - Natalie Dodd - Maddy Green - Kate Heffernan - Hayley Jensen - Leigh Kasperek - Amelia Kerr - Katey Martin - Anna Peterson - Hannah Rowe - Amy Satterthwaite - Lea Tahuhu | - Stafanie Taylor (K) - Anisa Mohammed (VK) - Merissa Aguilleira - Britney Cooper - Reniece Boyce - Shamilia Connell - Deandra Dottin - Afy Fletcher - Kycia Knight - Kyshona Knight - Hayley Matthews - Chedean Nation - Akeira Peters - Tremayne Smartt |

## Tour Matches
| 1. März Scorecard | Lincoln | Canterbury 216-5 (50)             | – | West Indies 220-3 (34) |
|                   |         | West Indies gewinnt mit 7 Wickets |   |                        |

## Women’s One-Day Internationals

### Erstes WODI in Lincoln
| 4. März Scorecard | Lincoln | Neuseeland 278-5 (50)        | – | West Indies 277-9 (50) |
|                   |         | Neuseeland gewinnt mit 1 Run |   |                        |

West Indies gewannen den Münzwurf und entschieden sich als Feldmannschaft zu beginnen. Als Spielerin des Spiels wurde Sophie Devine ausgezeichnet.

### Zweites WODI in Lincoln
| 8. März Scorecard | Lincoln | West Indies 194 (48.1)           | – | Neuseeland 195-2 (30.4) |
|                   |         | Neuseeland gewinnt mit 8 Wickets |   |                         |

Neuseeland gewann den Münzwurf und entschied sich als Feldmannschaft zu beginnen. Als Spielerin des Spiels wurde Suzie Bates ausgezeichnet.

### Drittes WODI in Christchurch
| 11. März Scorecard | Christchurch (HO) | Neuseeland 310-5 (50)           | – | West Indies 105 (34.5) |
|                    |                   | Neuseeland gewinnt mit 205 Runs |   |                        |

West Indies gewannen den Münzwurf und entschieden sich als Feldmannschaft zu beginnen. Als Spielerin des Spiels wurde Sophie Devine ausgezeichnet.

## Women’s Twenty20 Internationals

### Erstes WTwenty20 in Mount Maunganui
| 14. März Scorecard | Mount Maunganui | Neuseeland 167-6 (20)         | – | West Indies 159-6 (20) |
|                    |                 | Neuseeland gewinnt mit 8 Runs |   |                        |

West Indies gewannen den Münzwurf und entschieden sich als Feldmannschaft zu beginnen. Als Spielerin des Spiels wurde Katey Martin ausgezeichnet.

### Zweites WTwenty20 in Mount Maunganui
| 16. März Scorecard | Mount Maunganui | Neuseeland 185-3 (20)           | – | West Indies 79-8 (20) |
|                    |                 | Neuseeland gewinnt mit 106 Runs |   |                       |

West Indies gewannen den Münzwurf und entschieden sich als Feldmannschaft zu beginnen. Als Spielerin des Spiels wurde Amy Satterthwaite ausgezeichnet.

### Drittes WTwenty20 in New Plymouth
| 20. März Scorecard | New Plymouth | Neuseeland 134-7 (20)        | – | West Indies 133-7 (20) |
|                    |              | Neuseeland gewinnt mit 1 Run |   |                        |

West Indies gewannen den Münzwurf und entschieden sich als Feldmannschaft zu beginnen. Als Spielerin des Spiels wurde Hayley Matthews ausgezeichnet.

### Viertes WTwenty20 in New Plymouth
| 22. März Scorecard | New Plymouth | Neuseeland     | – | West Indies |
|                    |              | Spiel abgesagt |   |             |

### Fünftes WTwenty20 in Hamilton
| 25. März Scorecard | Hamilton | West Indies 139-5 (20)           | – | Neuseeland 143-3 (16.2) |
|                    |          | Neuseeland gewinnt mit 7 Wickets |   |                         |

Neuseeland gewann den Münzwurf und entschied sich als Feldmannschaft zu beginnen. Als Spielerin des Spiels wurde Katey Martin ausgezeichnet.

## Auszeichnungen

### Player of the Match
Als Player of the Match wurden die folgenden Spielerinnen ausgezeichnet.
| Spiel   | Player of the Match |
| ------- | ------------------- |
| 1. WODI | Sophie Devine       |
| 2. WODI | Suzie Bates         |
| 3. WODI | Sophie Devine       |
| 1. WT20 | Katey Martin        |
| 2. WT20 | Amy Satterthwaite   |
| 3. WT20 | Hayley Matthews     |
| 4. WT20 | –                   |
| 5. WT20 | Katey Martin        |